# Ireneusz (Orda)
Ireneusz, imię świeckie: Charisim Michajłowicz Orda (ur. 1837 w Samowicach, zm. 28 marca?/10 kwietnia 1904 w Orle) – rosyjski biskup prawosławny.
Absolwent seminarium duchownego w Połtawie i Kijowskiej Akademii Duchownej (1861). Wykładał przez trzy lata w seminarium duchownym w Jekaterynosławiu. 26 kwietnia 1864 uzyskał tytuł naukowy magistra teologii i podjął pracę wykładowcy Pisma Świętego w Kijowskiej Akademii Duchownej. 25 września 1877 przyjął święcenia kapłańskie. Od 1880 był dziekanem cerkwi kijowskiej dzielnicy Padół. 4 sierpnia 1883 złożył wieczyste śluby mnisze, został wyznaczony na rektora seminarium duchownego w Kijowie i podniesiony do godności archimandryty. 12 lipca 1890 został biskupem czehryńskim, wikariuszem eparchii kijowskiej. W 1892 jego tytuł uległ zmianie na biskup mohylewski i mścisławski. W 1893 objął zarząd eparchii tulskiej i bielowskiej. Po trzech latach przeniesiony na katedrę podolską i bracławską, zaś w 1900 - na jekaterynburską. Od 1902 był biskupem orłowskim. Zmarł w 1904 na zawał mięśnia sercowego.
Uważany za utalentowego kaznodzieję, znał język angielski, język francuski, język niemiecki oraz język grecki.